# えなりかずきの少年探偵 事件でござる
『えなりかずきの少年探偵 事件でござる』（えなりかずきのしょうねんたんてい じけんでござる）は、2002年から2003年までフジテレビ系「金曜エンタテイメント」で放送されたテレビドラマシリーズ。全3回。えなりかずきの初主演作品である。
堅物高校生が殺人事件の解決に奔走するライトタッチのサスペンスだが、第1作当時高校3年生のえなりが「頭はいいがダサイ少年探偵」という等身大の役に挑んでいる。タイトルはえなりがレギュラー出演していたNHKの「コメディーお江戸でござる」から。

## キャスト

### レギュラー
小林真一
演 - えなりかずき
門前学園高校に通う17歳のまじめな高校生。妙に老成しており良くも悪くも子どもらしくなく、物腰が低く必要以上に敬語で接する。演歌とゴルフが得意。
5歳のとき離婚で母親と別れ、その後父が他界。父方の祖母に育てられる。第2弾からは祖母の友人の家に居候する。第3弾では大学受験の試験日の前日にお多福風邪にかかり一浪してしまう。
明智小夜子
演 - 村上里佳子
真一の母。10代の頃は人気モデルだったが、19歳で結婚引退し20歳の時に真一を産む。しかし5年後に離婚し渡欧。オートクチュールのデザイナーに転身し、パリコレでの人気デザイナーになる。拠点を戻すために帰国するが、第2弾からは自ブランドの大ヒットのため再度渡欧する。
北小路博
演 - 佐々木蔵之介（1.2）
明智小夜子の秘書。
中村
演 - 相島一之（1.2）
城南警察署捜査課の刑事。小夜子の昔からのファン。
小林秀子
演 - 三條美紀（1.2）
真一の父方の祖母。和菓子屋を経営している。第2弾では、セミリタイアで渡欧する。
小林光一郎
演 - 鴻上尚史（1）※ノンクレジット
真一の亡き父。13年前に他界している。
麹町もろみ
演 - 濱田マリ（2.3）
真一のクラスの産休代理教員。
小森錦一
演 - 江成正元（2.3）
勝手に「真一の魂のブラザー」を自称する謎の男。
観世理恵
演 - 吉行和子（2.3）
真一の家の商店街の洋装店「ブティック・シャンゼリゼ」の経営者。第2弾から、真一の居候先となる。

### ゲスト
第1作（2002年）
- 羽柴菜帆（モデル・羽柴の娘） - 初音映莉子
- 保坂亜希子（ブランド「ランポ」デザイナー） - 滝沢涼子
- 山崎英輔（ファッションショーの演出家） - 山口馬木也
- 野々宮（野々宮商事 社長） - 佐渡稔
- 姫野ゆきみ（モデル） - 宮下今日子
- 武本（舞台監督） - 横田大明
- 大塚（城南警察署捜査課 刑事） - 清水邦彦
- レポーター - 松沢有紗、香取広美
- 羽柴壮介（ブランド「ランポ」社長） - 山田明郷
- 松野修司（ブランド「ランポ」副社長） - 宇梶剛士
- 土師友紀子、永山たかし、田口聖一、木下統耶子、桂亜沙美、高山麻美、森田奈里、小田部麻美、市村直孝、横山華、小野健太郎、みやづ康彦、村松保利

第2作（2003年）松本市ロケ編
- 倉本弥生（女将） - 床嶋佳子
- 銀城春彦（松本南警察署 刑事） - 大高洋夫
- 倉本麻弥（弥生の娘） - 今江千佳
- 坂舞周作（儀助の弟子） - 橋本さとし
- 中山章子 - 倉沢桃子
- 木元儀助（杜氏） - 久保晶
- 上増隆司（上増観光開発 社長） - 西田健
- 加賀健治、朝倉伸二、川瀬忠行、三浦光弘、中込佐知子、上條誠、菊地拓也

第3作（2003年）伊東市ロケ編
- 砂原美潮（アリーナホテルのシェフ） - 東ちづる
- 三崎凪子（アリーナホテル従業員） - 佐藤仁美
- 長浜洋奈（料理ライター） - 奥貫薫
- 浪越拓浪（刑事） - 矢島健一
- 三崎波留子（民宿の女将・凪子の母） - 吉行和子（二役）
- 砂原真鈴（美潮の娘） - 土田彩綺
- 馬場明夫（アリーナホテルの支配人・婿養子） - 陰山泰
- 蟹田航（刑事） - 隈部洋平
- 坂田聡、菊池均也、中山弟吾朗、浜田道彦

## スタッフ
- 脚本 - 戸田山雅司(1-3)、岩村匡子(3)
- 演出 - 佐藤祐市(1.2)、河野圭太（3）
- スタジオ - 緑山スタジオ・シティ(1)、東京メディアシティ（3）
- プロデュース - 高橋萬彦(1-3)、柳川由起子(2)
- ロケ協力 - フィルムコミッション伊豆（3）、伊東観光協会（3）ほか
- 製作 - フジテレビ、共同テレビジョン

## 放送日程
| 話数 | 放送日        | サブタイトル | 脚本                | 演出     |
| ---- | ------------- | --- | ------------------- | -------- |
| 1    | 2002年5月17日 | 実家は和菓子屋！演歌大好き！ゴルフ大好きの高校生探偵が大活躍 12年ぶりに再会した母は超人気デザイナー!! ショーの舞台で殺人事件発生 | 戸田山雅司          | 佐藤祐市 |
| 2    | 2003年2月07日 | 信州湯けむり殺人紀行 | 戸田山雅司          | 佐藤祐市 |
| 3    | 10月03日      | 伊豆極上グルメ殺人事件!! 子育てに悩む天才女性シェフが殺人犯!? オニオンスープの謎に挑む少年探偵が母への思いで号泣!!               | 戸田山雅司 岩村匡子 | 河野圭太 |